# Réserve naturelle volontaire

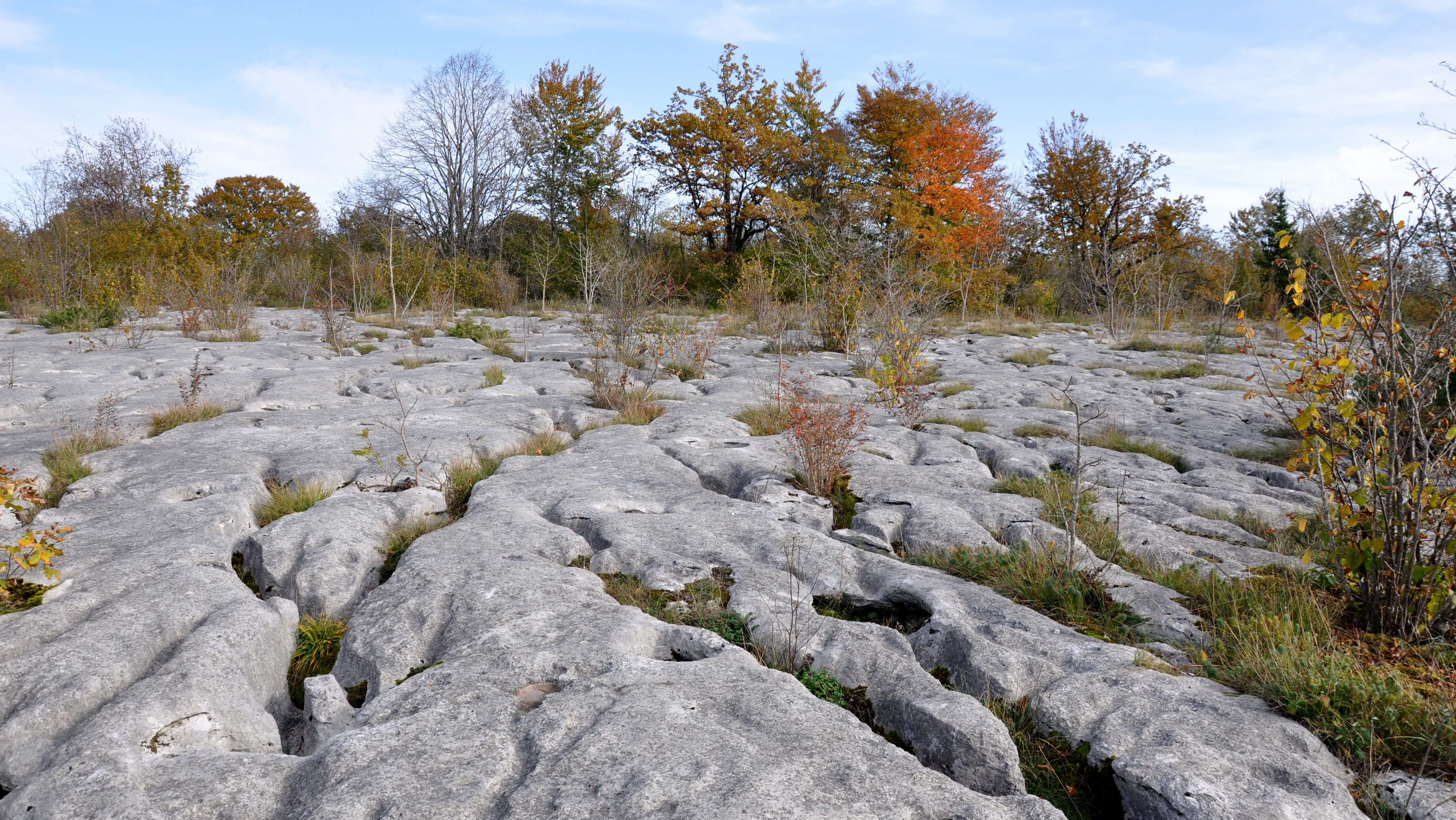
Plusieurs anciennes RNV ont été la base de ZNIEFFs, comme le Lapiaz de Loulle.

Une réserve naturelle volontaire (RNV) est une ancienne aire protégée de France au titre d'une réglementation qui a existée entre 1976 et 2002. Avant la disparition du dispositif, en 2002, il a existé jusqu'à 175 réserves naturelles volontaires.
Ce dispositif était le seul à permettre à des personnes privées de créer des aires protégées reconnues officiellement en France.

## Histoire du dispositif

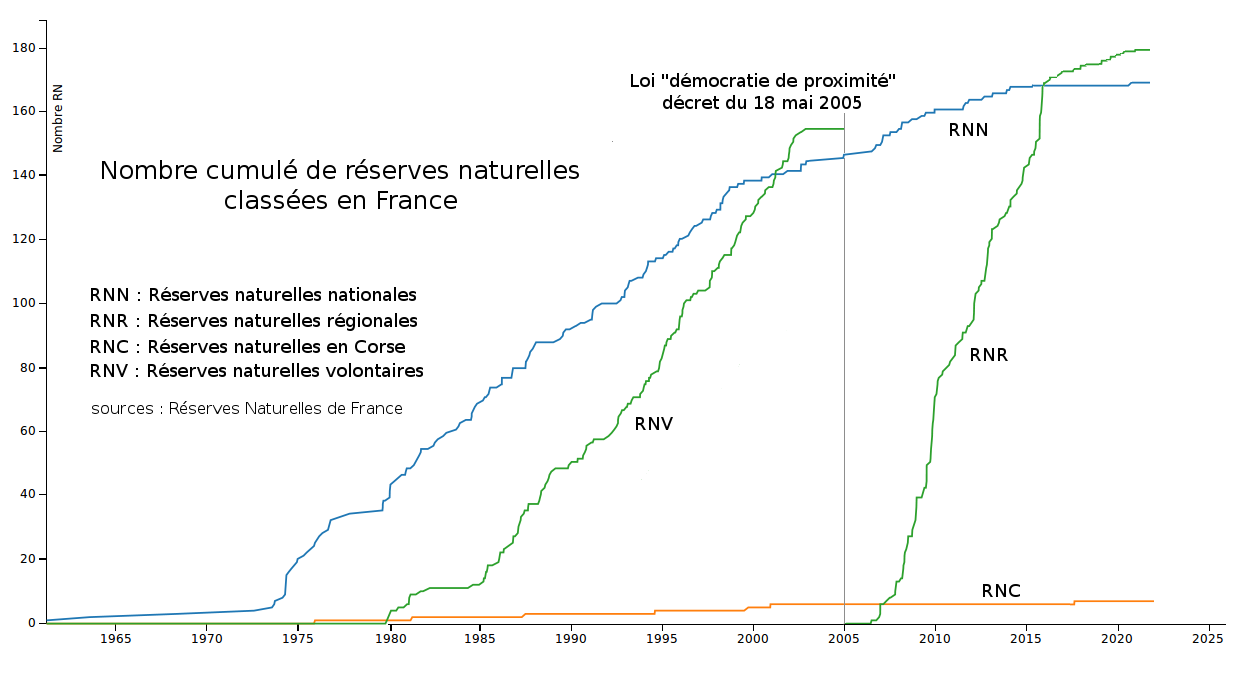
Nombre de RN classées en France

Les réserves naturelles en France telles qu'elles existent actuellement sont régies par l'article 16 de la loi n°76-629 du 10 juillet 1976 relative à la protection de la nature, aujourd'hui codifié à l'article L. 332-2 du code de l'environnement. L'article 24 de cette même loi a mis en place les « réserves naturelles volontaires » (privées).
À partir de 1986, les agréments sont signés par les préfets, alors qu'ils l'étaient par le ministre avant cette date.
Les réserves listées ci-dessous ont été déclassées à la suite de la loi « démocratie de proximité » de 2002 : « les réserves naturelles volontaires agréées avant février 2002 étaient devenues, en application de l'article L 332-11 du code de l'environnement, des réserves naturelles régionales (sauf si le propriétaire demandait le retrait de l'agrément avant février 2003) ».
Le décret no 2005-491 du 18 mai 2005 en précise les modalités d'application. Il indique : « le classement en RNR court jusqu'à l'échéance de l'agrément qui avait été initialement accordé à la réserve volontaire (article 6 décret no 2005-491) ». Après échéance de l'agrément, les réserves naturelles volontaires n'ont donc plus de statut légal.
En 2000, il existait 150 réserves naturelles volontaires, pour environ 16 000 ha protégés. Certaines anciennes RNV ont poursuivi leur existence comme RNR après un nouveau classement (voir liste des réserves naturelles régionales de France pour le détail), d'autres font l'objet de protection par un autre statut d'aire protégée, en l'absence de volonté des conseils régionaux de les reclasser. Enfin certaines ont tout simplement disparu.
Les 175 réserves naturelles volontaires sont devenues :
| RNR | RNN | Projet de RNR | Pas de projet | Total |
| --- | --- | ------------- | ------------- | ----- |
| 75  | 3   | 15            | 82            | 175   |
| 43% | 2%  | 9%            | 47%           | 100%  |

## Intégration au réseau des aires protégées en France
En 2001, 65% des RNV étaient incluses dans des sites Natura 2000 (ou des projets de sites) souvent beaucoup plus vastes que les RNV préexistantes, après la réforme de 2002 c'est toujours le cas de plusieurs des réserves non reclassées, ainsi les terrains n'ont pas forcément perdus toute forme de protection. Enfin, la gestion de plusieurs sites a été reprise par des conseils départementaux dans le cadre de leur politique de protection des espaces naturels sensibles ou par des conservatoires d'espaces naturels.
La protection de la Crau a commencée avec la création de 6 réserves naturelles volontaires, avant la création de la réserve naturelle nationale des Coussouls de Crau. De la même manière, il a existé 3 RNV dans le marais poitevin, et deux réserves en Sologne, les seules espaces où la chasse était interdite dans cette dernière région. Les agréments des arboretums et sites géologiques ou paléontologiques n'étaient pas conformes à la réglementation et n'ont pas été renouvelées par les conseils régionaux, dont les compétences ne permettaient pas de protéger les ressources géologiques et minières.

## Liste
| Nom                                                | Région                     | Département             | Communes                                                                               | Classement en RNV   | Superficie (ha)      | Code | Note |
| -------------------------------------------------- | -------------------------- | ----------------------- | -------------------------------------------------------------------------------------- | ------------------- | -------------------- | ---- | --- |
| Arboretum municipal de Verrières-le-Buisson        | Île-de-France              | Essonne                 | Verrières-le-Buisson                                                                   | 18 décembre 1986    | 1,7                  | 8    | classement non-renouvelé |
| Aumelas                                            | Occitanie                  | Hérault                 | Aumelas                                                                                | 22 avril 1993       | 5,0                  | 91   | Site paléontologique du lutétien terminal |
| Ballastière de Reichstett                          | Grand Est                  | Bas-Rhin                | Reichstett                                                                             | 13 avril 1994       | 18,41                | 44   | Déclassée |
| Bas-marais tourbeux de la Basse Goulandière        | Pays de la Loire           | Sarthe                  | Parigné-l'Évêque                                                                       | 18 décembre 2001    | 38                   |      | reclassé RNR en 2011 |
| Basse Lanterne                                     | Bourgogne-Franche-Comté    | Haute-Saône             | Faverney                                                                               | 1987                | 40,0                 | 54   | partie de Znieff et partie du site Natura 2000 « Vallée de la Saône. » |
| Basse vallée de la Savoureuse                      | Bourgogne-Franche-Comté    | Doubs                   | Brognard, Nommay, Vieux-Charmont                                                       | 18 juillet 2000     | 41,87                | 155  | Reclassée RNR en 2008. |
| Bassin de Saulx-les-Chartreux                      | Île-de-France              | Essonne                 | Saulx-les-Chartreux                                                                    | 12 mars 1998        | 39,6                 | 129  | fin du classement en 2004 |
| Bastide du Couvent                                 | Provence-Alpes-Côte d'Azur | Alpes-de-Haute-Provence | Castellane                                                                             | 1981                | 155,0                | 92   | Comprise dans le site Natura 2000 Verdon et le PNR du Verdon. |
| Blanche Côte                                       | Grand Est                  | Meuse                   | Pagny-la-Blanche-Côte                                                                  | 4 avril 1992        | 10,0                 | 12   | Natura 2000 ; propriétés communales (35 ha et 6 ha) gérée par le CEN Lorrain et propriété du CEN (3,5 ha). Site intégré dans la RNR331 |
| Bocage de Marache                                  | Hauts-de-France            | Nord                    | Berlaimont                                                                             | 2000                |                      | 168  | |
| Bois d'Encade                                      | Hauts-de-France            | Nord                    | Bettrechies, Gussignies                                                                | 6 février 2001      | 2,14                 | 169  | Reclassé en 2008. |
| Côte de Bois-en-Val                                | Grand Est                  | Ardennes                | Charleville-Mézières                                                                   | 6 mars 2001         | 24                   | 158  | Reclassée en 2008. |
| Buthiers                                           | Bourgogne-Franche-Comté    | Haute-Saône             | Buthiers, Voray-sur-l'Ognon, Bonnay                                                    | 17 février 1982     | 136,39               | 55   | |
| Tourbière des Charmes                              | Grand Est                  | Vosges                  | Rupt-sur-Moselle                                                                       | 29 mai 2000         | 68                   | 149  | Reclassée RNR en 2008. |
| Cave des innocents                                 | Centre-Val de Loire        | Indre-et-Loire          | Perrusson                                                                              | 3 juillet 1997      | 0,23                 | 110  | |
| Château Gaillard                                   | Nouvelle-Aquitaine         | Charente-Maritime       | Juicq, Annepont                                                                        | 2 mars 1994         | 55,37                | 60   | ZNIEFF |
| Chaumes de Séverin                                 | Nouvelle-Aquitaine         | Charente                | La Couronne                                                                            | 22 mars 2002        | 16,56                |      | Natura 2000 géré par le CEN |
| Choloy-Ménillot                                    | Grand Est                  | Meurthe-et-Moselle      | Choloy-Ménillot                                                                        | 2 novembre 1993     | 0,88                 | 32   | Site Natura 2000 "Pelouses du toulois". |
| Collibareau                                        | Nouvelle-Aquitaine         | Gironde                 | Saint-Antoine-sur-l'Isle                                                               | 27 mai 1980         | 14,0                 | 63   | classement échu |
| Colline Saint-Martin et des Rougeaux               | Île-de-France              | Seine-et-Marne          | Montereau-Faut-Yonne                                                                   | 27 juillet 1995     | 28,15                | 30   | reclassée en RNR338 le 20 mai 2024, sur 27 ha, dans le cadre de la SNAP 2030. |
| Combe Chaude                                       | Occitanie                  | Gard                    | Sumène                                                                                 | 10 janvier 1989     | 56,28                | 85   | Reclassée RNR 85 en 2006. |
| Coteau de Chartèves                                | Hauts-de-France            | Aisne                   | Chartèves                                                                              | 13 juillet 2001     | 18,0                 | 164  | classement échu en 2008 |
| Coteaux de Dannes-Camiers                          | Hauts-de-France            | Pas-de-Calais           | Camiers, Dannes                                                                        | 19 juin 2001        | 30,64                | 162  | Natura 2000 et propriété du CEN Haut-de-France |
| Côte de la Fontaine                                | Normandie                  | Seine-Maritime          | Hénouville                                                                             | 22 avril 1998       | 12,03                | 130  | reclassée RNR le 21 septembre 2015 |
| Côte du Prieur                                     | Centre-Val de Loire        | Eure-et-Loir            | Villemeux-sur-Eure                                                                     | 19 octobre 1988     | 2,49                 | 17   | Natura 2000 «Vallée de l’Eure de Maintenon à Anet et vallons affluents» |
| Côte Sainte-Hélène                                 | Hauts-de-France            | Oise                    | Saint-Pierre-es-Champs                                                                 | 18 juin 1992        | 14 (puis 25 en 1997) | 11   | RNV intégrée dans la RNR des larris et tourbières de Saint-Pierre-es-Champs |
| Coumiac                                            | Occitanie                  | Hérault                 | Cessenon-sur-Orb                                                                       | 5 septembre 1998    | 8,36                 | 132  | Site paléontologique |
| Courtils de Bouquelon                              | Normandie                  | Eure                    | Bouquelon                                                                              | 15 février 1995     | 20.62                | 20   | RNV intégrée dans la RNN du Marais Vernier |
| Cratère du Mont-Bar                                | Auvergne-Rhône-Alpes       | Haute-Loire             | Allègre                                                                                | 20 juillet 1990     | 4,3                  | 82   | Jamais reclassée en RNR après 2002. Classement en Natura 2000, ENS et une partie propriété du CEN |
| Champ de captage de Crépieux Charmy                | Auvergne-Rhône-Alpes       | Métropole de Lyon       | Vaulx-en-Velin                                                                         | 20 juillet 1995     | 374,0                | 81   | Fin du classement en 2003, APPB en 2006 et Natura 2000, la gestion est confiée au CEN. |
| Crêt des Roches                                    | Bourgogne-Franche-Comté    | Doubs                   | Pont-de-Roide-Vermondans, Vermondans                                                   | 28 septembre 2000   | 43,39                | 153  | Reclassée en RNR en 2009. |
| de De Dietrich - Pays de Bitche                    | Grand Est                  | Bas-Rhin                | Dambach                                                                                | 26 avril 1985       | 1,41                 | 34   | RNV nommée aussi Pillet-Will. Une partie est intégrée à la RNN des rochers et tourbières du pays de Bitche |
| Domaine de Gingine                                 | Provence-Alpes-Côte d'Azur | Bouches-du-Rhône        | Arles                                                                                  | 6 novembre 1995     | 28,73                | 103  | Exploitation agricole en Crau |
| Domaine de la Jasse                                | Provence-Alpes-Côte d'Azur | Bouches-du-Rhône        | Eyguières                                                                              | 6 novembre 1995     | 280,1                | 102  | Exploitation agricole en Crau |
| Domaine de l'Oseille                               | Guadeloupe                 | Guadeloupe              | Vieux-Habitants                                                                        | 2 juillet 2002      | 21,83                | 171  | |
| Domaine des Arbousiers                             | Provence-Alpes-Côte d'Azur | Var                     | Hyères                                                                                 | 3 décembre 1993     | 19,0                 | 97   | Inclus dans l'aire d'adhésion du parc national de Port-Cros et le site Natura 2000 des Îles d'hyères |
| Domaine des Courmettes                             | Provence-Alpes-Côte d'Azur | Alpes-Maritimes         | Bar-sur-Loup                                                                           | 1996                | 599,0                | 109  | Propriété associative, à vocation d'éducation à l'environnement. |
| Domaine de Vaulézard                               | Île-de-France              | Val-d'Oise              | Vienne-en-Arthies                                                                      | 4 octobre 1999      | 28,42                | 144  | Ferme pédagogique dans le parc naturel régional du Vexin français. |
| Domaine d'Ors                                      | Île-de-France              | Yvelines                | Châteaufort                                                                            | 23 janvier 1996     | 9,76                 | 108  | en partie propriété communal et départemental (ENS), projet de RNR inscrit à la SNAP. |
| Domaine du château de la Barben                    | Provence-Alpes-Côte d'Azur | Bouches-du-Rhône        | La Barben                                                                              | 1991                | 285,0                | 96   | |
| Domaine du Clos                                    | Auvergne-Rhône-Alpes       | Isère                   | Roissard                                                                               | 1980                | 60,0                 | 72   | |
| Domaine du Mas de Gravier                          | Provence-Alpes-Côte d'Azur | Bouches-du-Rhône        | Saint-Martin-de-Crau                                                                   | 6 novembre 1995     | 12,93                | 101  | Exploitation agricole en Crau |
| Domaine du Mas du Moulin                           | Provence-Alpes-Côte d'Azur | Bouches-du-Rhône        | Saint-Martin-de-Crau                                                                   | 1995 - janvier 2001 | 15,0                 | 99   | Exploitation agricole en Crau, abrogée sur demande du propriétaire suite à l’arrêt de primes agro-environnementales. |
| Domaine du Mas du Village                          | Provence-Alpes-Côte d'Azur | Bouches-du-Rhône        | Saint-Martin-de-Crau                                                                   | 1995                | 25,0                 | 100  | Exploitation agricole en Crau |
| Domaine du Plessis                                 | Centre-Val de Loire        | Indre                   | Selles-Saint-Denis                                                                     | 1986                | 10,0                 | 19   | Domaine privé propriété de la fédération départementale des chasseurs de l'Indre depuis 1993. Situé en Sologne, dans le PNR de la Brenne. |
| Domaines du Buisson gros et de la Fromagère        | Occitanie                  | Gard                    | Saint-Gilles, Vauvert                                                                  | 10 novembre 1994    |                      | 88   | RNV intégrées dans la RNR du Scamandre |
| Eiblen                                             | Grand Est                  | Haut-Rhin               | Reguisheim                                                                             | 20 mai 1992         | 56,0                 | 48   | RNV devenue RNR de l'Eiblen et l'Illfeld |
| Embeyre                                            | Occitanie                  | Ariège                  | Montségur                                                                              | 6 septembre 1993    | 750,0                | 64   | Le classement de ce site a pris fin en 2010, il est toujours géré par le conservatoire d'espaces naturels Ariège. Il est voisin de la réserve naturelle régionale du massif de Saint-Barthélemy, cogéré par la commune de Montségur et le CEN. |
| Errota Handia                                      | Nouvelle-Aquitaine         | Pyrénées-Atlantiques    | Arcangues                                                                              | 5 novembre 2001     | 9,53                 | 154  | Reclassée RNR en 2008. |
| Étang de Bois Rouge                                | La Réunion                 | La Réunion              | Saint-André                                                                            | 4 décembre 1992     | 29,56                | 98   | |
| Étang Coudert                                      | Nouvelle-Aquitaine         | Corrèze                 | Saint-Rémy                                                                             | 13 septembre 1988   | 18,0                 | 68   | ZNIEFF commune avec "Gioux". |
| Étang du Follet                                    | Île-de-France              | Seine-et-Marne          | Cesson, Savigny-le-Temple                                                              | 12 février 1999     | 12,0                 | 137  | étang de pêche |
| Étang de Haute-Jarrie                              | Auvergne-Rhône-Alpes       | Isère                   | Jarrie                                                                                 | 2 juillet 1984      | 31,91                | 74   | Reclassé RNR en 2008. |
| Étangs de Mépieu                                   | Auvergne-Rhône-Alpes       | Isère                   | Creys-Mépieu                                                                           | 15 novembre 2001    | 161,78               | 159  | Reclassée RNR en 2008. |
| Étang de la Monnerie                               | Nouvelle-Aquitaine         | Haute-Vienne            | Cussac, Oradour-sur-Vayres                                                             | 28 février 2000     | 23,0                 | 146  | Fin du classement en 2006. L'étang a été effacé pour rendre à La Tardoire son lit naturel. |
| Étang de Rolin                                     | Bretagne                   | Ille-et-Vilaine         | Québriac                                                                               | 2001                | 10,99                | 160  | ZNIEFF de type I et Natura 2000. |
| Étang de Sermaize                                  | Île-de-France              | Seine-et-Marne          | Fontaine-le-Port                                                                       | 10 septembre 1986   | 38,0                 | 10   | Déclassée en 2003 |
| Étang de Saint-Bonnet                              | Auvergne-Rhône-Alpes       | Isère                   | Vaulx-Milieu, Villefontaine                                                            | 17 avril 1987       | 51,40                | 76   | Reclassé RNR en 2012. |
| Étang Saint-Louis                                  | Auvergne-Rhône-Alpes       | Drôme                   | Suze-la-Rousse                                                                         | 1994                | 96,0                 | 126  | ZNIEFF et Natura 2000 «Les sables de Tricastin » |
| Étangs de Bonnelles                                | Île-de-France              | Yvelines                | Bonnelles                                                                              | 24 août 1990        | 12,0                 | 7    | Reclassée RNR 314 en 2016. |
| Ferme de Choisy                                    | Pays de la Loire           | Vendée                  | Saint-Michel-en-l'Herm                                                                 | 6 mai 1991          | 84,04                | 59   | Reclassée RNR 261 en 2012. Marais Poitevin |
| Forêt communale de Marchon                         | Auvergne-Rhône-Alpes       | Ain                     | Arbent                                                                                 | 10 août 1998        | 0,035                | 131  | RNV devenue RNR du récif fossile de Marchon - Christian Gourrat |
| Forêt de Méquillet                                 | Grand Est                  | Haut-Rhin               | Heiteren                                                                               | 16 novembre 1993    |                      | 49   | Reclassée RNR 243 en 2012. |
| Four à chaux de Pontlevoy                          | Centre-Val de Loire        | Loir-et-Cher            | Pontlevoy                                                                              | 21 septembre 1986   | 0,19                 | 16   | RNV devenue RNR géologique de Pontlevoy |
| Fretigne et Vallette                               | Nouvelle-Aquitaine         | Corrèze                 | Soursac, Auriac                                                                        | 20 février 1991     | 193,26               | 69   | ZNIEFF |
| Gioux                                              | Nouvelle-Aquitaine         | Corrèze                 | Saint-Rémy, Sornac                                                                     | 1er août 1994       | 66,21                | 71   | ZNIEFF commune avec "Étang Coudert". |
| Gorges du Gardon                                   | Occitanie                  | Gard                    | Sanilhac-Sagries                                                                       | 5 juin 2001         | 491,34               | 157  | Reclassée RNR en 2007. |
| Grandes Bruyères                                   | Centre-Val de Loire        | Loiret                  | Ingrannes                                                                              | 11 octobre 1979     | 25,0                 | 15   | Arboretum |
| Grand étang de Baerenthal                          | Grand Est                  | Moselle                 | Baerenthal                                                                             | 21 septembre 1986   | 18,86                |      | Aussi connu sous le nom de Schmalenthalerweiher. intégrée à la RNN des rochers et tourbières du pays de Bitche. |
| Grotte aux ours                                    | Bourgogne-Franche-Comté    | Doubs                   | Gondenans-les-Moulins                                                                  | 13 février 1987     | 13,76                | 51   | RNV intégrée dans la RNR des grottes du Cirque. |
| Grotte de la Baume noire                           | Bourgogne-Franche-Comté    | Haute-Saône             | Fretigney-et-Velloreille                                                               | 25 mars 1988        | 19,11                | 57   | RNV devenue RNR grotte de la Baume noire. |
| Grotte de la Baume                                 | Bourgogne-Franche-Comté    | Haute-Saône             | Échenoz-la-Méline                                                                      | 22 février 1988     | 11,99                | 56   | RNV devenue RNR grotte de la Baume. |
| Grotte du Castellas                                | Occitanie                  | Tarn                    | Dourgne                                                                                | 18 août 1997        | 8,17                 | 112  | ZNIEFF |
| Grotte des Sadoux                                  | Auvergne-Rhône-Alpes       | Drôme                   | Pradelle                                                                               | 3 avril 1991        | 30                   | 80   | Reclassé RNR en 2010. |
| Hammelsberg et Bois de Hufelz                      | Grand Est                  | Moselle                 | Apach, Merschweiller                                                                   | 19 mai 1995         | 47,32                | 38   | Natura 2000 « Pelouses et Rochers du Pays de Sierck », ZNIEFF |
| Haras Saint-Estève                                 | Provence-Alpes-Côte d'Azur | Bouches-du-Rhône        | Saint-Estève-Janson                                                                    | 1987                | 73,0                 | 95   | |
| Haut du Sec                                        | Grand Est                  | Haute-Marne             | Perrogney-les-Fontaines                                                                | 22 juillet 1987     | 16,72                | 13   | ZNIEFF |
| Herbsheim "Ried"                                   | Grand Est                  | Bas-Rhin                | Herbsheim                                                                              | 22 mars 1985        | 3,03                 | 39   | jamais reclassée, Natura 2000 et en partie propriété du CEN Alsace |
| Héronnière de la Crémade                           | Occitanie                  | Tarn                    | Cambounet-sur-le-Sor                                                                   | 19 septembre 1990   | 7,4                  | 67   | RNV intégrée à la RNR de Cambounet-sur-le-Sor |
| Île l'Aumône                                       | Île-de-France              | Yvelines                | Mantes-la-Jolie                                                                        | 5 février 2002      | 25,0                 |      | Natura 2000 Boucles de Moisson, de Guernes et de Rosny |
| Iles de l'Abreuvoir, des Gords et de Pissevinaigre | Île-de-France              | Val-de-Marne            | Champigny-sur-Marne                                                                    | 1999                |                      | 140  | Espace naturel sensible propriété du département du Val-de-Marne |
| Iles du Haut-Rhône                                 | Auvergne-Rhône-Alpes       | Ain, Isère              | Bregnier-Cordon, Les Avenières                                                         | 28 juin 1988        | 225,65               | 78   | RNV intégrée dans la RNN du Haut-Rhône français |
| Îles mortes de Chelles                             | Île-de-France              | Seine-et-Marne          | Chelles                                                                                | 8 février 2001      | 5,0                  | 174  | Reclassée en RNR en 2008. |
| Itteville                                          | Île-de-France              | Essonne                 | Itteville                                                                              | 1996                | 0,2                  | 114  | RNV intégrée à la RNN des Sites géologiques de l'Essonne. |
| Jasseries de Colleigne                             | Auvergne-Rhône-Alpes       | Loire                   | Sauvain                                                                                | 25 novembre 1985    | 55,67                | 75   | Reclassé RNR en 2009. |
| Jardin écologique de Lille                         | Hauts-de-France            | Nord                    | Lille                                                                                  | 2001                | 2,5                  | 167  | jardin public |
| Lac de la Thésauque                                | Occitanie                  | Haute-Garonne           | Montgeard, Nailloux                                                                    | 4 mai 2000          | 22,61                | 151  | Lac artificiel de 33 ha à vocation de loisirs, une partie sud a servi de refuge naturel |
| Lac Lamartine                                      | Occitanie                  | Haute-Garonne           | Roques-sur-Garonne                                                                     | 1er février 2002    | 45,47                | 170  | ensemble d'étangs classé ZNIEFF, découpé en deux secteurs donc un fermé au public et l'autre où se pratique randonnée et pêche |
| La Chesnaye                                        | Centre-Val de Loire        | Loir-et-Cher            | La Ferté-Saint-Cyr                                                                     | 1980                | 49,0                 | 18   | Étang en Sologne, intérêt ornithologique |
| La Gironnette                                      | Nouvelle-Aquitaine         | Gironde                 | Corgnac-sur-l'Isle                                                                     | 1995                | 0,04 (12,4 en 2000)  | 148  | Site paléontologique |
| La Horn                                            | Grand Est                  | Moselle                 | Bitche                                                                                 | 10 septembre 1986   | 7,69                 | 35   | |
| La Kreuzeck                                        | Grand Est                  | Moselle                 | Spicheren                                                                              | 19 novembre 2001    | 28,84                | 161  | Ancienne carrière, ZNIEFF |
| La Lieude                                          | Occitanie                  | Hérault                 | Mérifons                                                                               | 10 septembre 1986   | 0,1                  | 90   | Site paléontologique |
| Landes de Blendecques                              | Hauts-de-France            | Pas-de-Calais           | Blendecques                                                                            | 1996                |                      | 107  | RNV intégrée dans la RNR Plateau des Landes |
| Landes de Racquinghem                              | Hauts-de-France            | Pas-de-Calais           | Racquinghem                                                                            | 1996                |                      | 105  | RNV intégrée dans la RNR Plateau des Landes |
| Landes d'Helfaut                                   | Hauts-de-France            | Pas-de-Calais           | Helfaut                                                                                | 1996                | 79.0                 | 106  | RNV intégrée dans la RNR Plateau des Landes |
| Landes d'Heuringhem                                | Hauts-de-France            | Pas-de-Calais           | Heuringhem                                                                             | 5 juillet 1996      | 72,0                 | 104  | RNV intégrée dans la RNR Plateau des Landes |
| Lapiaz de Loulle                                   | Bourgogne-Franche-Comté    | Jura                    | Loulle                                                                                 | 5 novembre 1996     |                      | 118  | fait partie d'une ZNIEFF |
| Lavergne                                           | Occitanie                  | Lot                     | Concots                                                                                | 7 septembre 1992    | 3,82                 | 65   | Site paléontologique |
| Les Chamons                                        | Bourgogne-Franche-Comté    | Nièvre                  | Marzy                                                                                  | 1999                | 16,0                 | 136  | Acquisition en 1978 par la Station Ornithologique du Bec d’Allier. Géré par l'association Nature Nièvre, en 2024. |
| Les Grands Réages                                  | Île-de-France              | Essonne                 | Varennes-Jarcy                                                                         | 6 juillet 2001      | 23,87                | 177  | en partie construit ? partie de la znieff 110001628 |
| Liorac                                             | Nouvelle-Aquitaine         | Dordogne                | Cause-de-Clérans, Mouleydier, Liorac                                                   | 19 août 1981        | 428,0                | 61   | classement échu en 2011 |
| Longeville-les-Saint-Avold                         | Grand Est                  | Moselle                 | Longeville-les-Saint-Avold                                                             | 29 janvier 1985     | 79,13                | 33   | intégrée au site Natura 2000 Mines du Warndt{{,}} |
| Lostebarne et Woohay                               | Hauts-de-France            | Pas-de-Calais           | Ardres, Brêmes, Louches                                                                | 8 septembre 1995    | 40,03                | 25   | Reclassé RNR en 2009, puis déclassé en 2020. |
| Mahistre et Musette                                | Occitanie                  | Gard                    | Saint-Laurent-d'Aigouze                                                                | 23 avril 1999       | 261,57               | 139  | Propriétés du conseil départemental, reclassée RNR 266 en 2013. Petite Camargue. |
| Plateau de Mancy                                   | Bourgogne-Franche-Comté    | Jura                    | Lons-le-Saunier, Macornay                                                              | 12 novembre 1996    | 49,21                | 117  | Reclassé en 2010 sous le nom RNR de la Côte de Mancy. |
| Marais Cougneau                                    | Pays de la Loire           | Vendée                  | Angles                                                                                 | 13 juillet 2000     | 13.76                | 150  | Natura 2000 Marais Poitevin |
| Marais de Bernes sur Oise                          | Île-de-France              | Val-d'Oise              | Bernes-sur-Oise                                                                        | 28 juin 1999        | 10,9                 | 142  | Propriétés communales classées ENS depuis 2011. |
| Marais de Groléjac                                 | Nouvelle-Aquitaine         | Dordogne                | Groléjac                                                                               | 8 octobre 2002      | 15,0                 | 175  | Espace naturel sensible. |
| Marais de la Grenouillère                          | Hauts-de-France            | Pas-de-Calais           | Auchy-lès-Hesdin                                                                       | 2 mars 2000         | 16,63                | 147  | Reclassée RNR en 2007. |
| Marais de Larchant                                 | Île-de-France              | Seine-et-Marne          | Larchant                                                                               | 23 juin 1988        | 123,8                | 9    | Reclassée RNR en 2008 |
| Marais de Pampin                                   | Nouvelle-Aquitaine         | Charente-Maritime       | La Rochelle                                                                            | 5 février 1985      | 25,42                | 3    | ZNIEFF. |
| Marais de Reuves                                   | Grand Est                  | Marne                   | Reuves                                                                                 | 13 janvier 1995     | 64,32                | 31   | Reclassée RNR en 2008 |
| Marais de Tasdon                                   | Nouvelle-Aquitaine         | Charente-Maritime       | La Rochelle                                                                            | 22 mars 1996        | 18,54                | 119  | Ancien marais salant, déconnecté de la mer dans les années 1970. Il a fait l'objet de restauration écologique en 2021. |
| La Massonne                                        | Nouvelle-Aquitaine         | Charente-Maritime       | La Gripperie-Saint-Symphorien, Saint-Sornin                                            | 19 août 1997        | 99,14                | 111  | Reclassée RNR en 2012. |
| Menat                                              | Auvergne-Rhône-Alpes       | Puy-de-Dôme             | Menat                                                                                  | 1er avril 1988      | 1,0                  | 84   | Site paléontologique, protégé par arrêté municipal. |
| Molinet                                            | Hauts-de-France            | Pas-de-Calais           | Samer                                                                                  | 13 juillet 1987     | 6,72                 | 4    | Reclassée en 2009. |
| Mont de Couple                                     | Hauts-de-France            | Pas-de-Calais           | Audembert                                                                              | 30 juin 1997        | 13,6                 | 123  | Reclassée RNR 235 en 2011. |
| Montredon                                          | Occitanie                  | Hérault                 | Montouliers                                                                            | 19 novembre 1980    | 9,88                 | 89   | Site paléontologique. |
| Moulin de Blannac                                  | Occitanie                  | Lot                     | Laramière, Martiel                                                                     | 26 mars 1999        | 10,45                | 138  | Extrémité sud-ouest d'un lac. Classé ZNIEFF |
| Nassigny                                           | Auvergne-Rhône-Alpes       | Allier                  | Nassigny                                                                               | 19 juin 1996        | 29,41                | 115  | devenue Espace Naturel Sensible de la Vauvre |
| Noue Rouge                                         | Bourgogne-Franche-Comté    | Haute-Saône             | Conflandey, Faverney                                                                   | 8 septembre 1998    | 64,51                | 133  | Classemment RNV échu en 2010, le site fait l'objet d'un APPB depuis 2017. Cette aire protégée fait partie du site Natura 2000 "Vallée de la Saône".                                                                                            |
| Parc Denis-le-Camus                                | Île-de-France              | Seine-et-Marne          | Emerainville                                                                           | 8 février 2001      | 19,59                | 156  | Jardin public |
| Pâture Mille Trous                                 | Hauts-de-France            | Pas-de-Calais           | Auxi-le-Château                                                                        | 20 septembre 1994   | 6,44                 | 29   | Reclassée RNR en 2007. |
| Peyssac                                            | Nouvelle-Aquitaine         | Dordogne                | Razac-sur-l'Isle, Coursac, Montrem                                                     | 10 décembre 1985    | 80,0                 | 62   | Projet de reclassement bien avancé (consultation du public début 2024) |
| Pelouse de Pfaffenberg                             | Grand Est                  | Moselle                 | Bitche                                                                                 | 7 juin 1988         | 1,03                 | 37   | ZNIEFF |
| Plan d'eau de Michelbach                           | Grand Est                  | Haut-Rhin               | Michelbach, Aspach-le-Bas                                                              | 4 juillet 1997      | 121,0                | 116  | Natura 2000 "Vallée de la Doller" |
| Poitevine                                          | Provence-Alpes-Côte d'Azur | Bouches-du-Rhône        | Grans                                                                                  | 1988                | 220,71               | 6    | Située en Crau, Reclassée RNR en 2009. |
| Pont des Pierres                                   | Auvergne-Rhône-Alpes       | Ain                     | Montanges                                                                              | 9 décembre 1997     | 9,27                 | 127  | Reclassée RNR en 2009. |
| Prairies et roselière des Dureaux                  | Pays de la Loire           | Sarthe                  | Vaas                                                                                   | 18 décembre 2001    | 25,23                | 166  | Reclassée RNR en 2009. |
| Pré communal d'Ambleteuse                          | Hauts-de-France            | Pas-de-Calais           | Ambleteuse                                                                             | 12 décembre 1991    | 60,54                | 26   | Reclassée RNR 240 en 2012. |
| Prés du Baugé                                      | Occitanie                  | Hérault                 | Marseillan                                                                             | 1986 - 1998         | 58,9                 | 2    | Fait partie du site Natura 2000 Étang de Thau. Propriété du conservatoire du littoral |
| Prés du marais et Clos de la Salle                 | Île-de-France              | Yvelines                | Le Mesnil-le-Roi                                                                       | 31 octobre 2001     | 13,2                 |      | ZNIEFF |
| Pré des Nonnettes                                  | Hauts-de-France            | Nord                    | Marchiennes                                                                            | 25 septembre 1990   | 17,28                | 22   | Reclassée RNR en 2008 |
| Puy de Marmant                                     | Auvergne-Rhône-Alpes       | Puy-de-Dôme             | Veyre-Monton                                                                           | 18 avril 1985       | 13,0                 | 83   | RNV reclassée en RNR du puy de Marmant |
| Reichshoffen                                       | Grand Est                  | Bas-Rhin                | Reichshoffen                                                                           | 29 juin 1992        | 24,16                | 42   | RNV devenue RNR du plan d'eau de Reichshoffen |
| Ried Sélestat, l'Ill*Wald                          | Grand-Est                  | Bas-Rhin                | Sélestat                                                                               | 13 mars 1995        | 1855                 | 45   | Reclassée RNR 267 en 2013. |
| Remises                                            | Grand Est                  | Marne                   | Morains                                                                                | 13 février 1992     | 8,39                 | 14   | |
| Riez du Mont de Boffles                            | Hauts-de-France            | Pas-de-Calais           | Nœux-lès-Auxi                                                                          | 23 novembre 1999    | 8,27                 | 143  | RNV devenue RNR des Riez de Nœux-les-Auxi. |
| Rivière morte de Scio                              | Occitanie                  | Hérault                 | Courniou                                                                               | 26 mars 1999        | 5,18                 | 152  | Site Natura 2000, (grotte) |
| Robiac                                             | Occitanie                  | Gard                    | Saint-Mamert-du-Gard                                                                   | 4 octobre 1989      | 9,51                 | 86   | Site paléontologique, protégé par l'APPG “Gisements à vertébrés de Robiac”, depuis le 05 avril 2024 |
| Romelaëre                                          | Hauts-de-France            | Pas-de-Calais           | Saint-Omer                                                                             | 1988                | 62,0                 | 24   | RNV intégrée à la RNN des Étangs du Romelaëre |
| Rothmoos                                           | Grand-Est                  | Haut-Rhin               | Wittelsheim                                                                            | 4 août 1988         | 21                   | 46   | Reclassée RNR 244 en 212. |
| Saint-Martin de Bromes                             | Provence-Alpes-Côte d'Azur | Alpes-de-Haute-Provence | Saint-Martin-de-Bromes                                                                 | 5 mai 1987          | 6,0                  | 93   | Natura 2000 Plateau de Valensole |
| Saturnin-Garimond                                  | Occitanie                  | Gard                    | Saint-Bauzely                                                                          | 18 mars 1993        | 14,0                 | 87   | Site fossilifère |
| Schweinfels                                        | Grand Est                  | Bas-Rhin                | Lembach                                                                                | 14 août 1992        | 11,0                 | 43   | le classement a pris fin en 2008. Îlot de sénescence forestier. |
| Seigne des Barbouillons                            | Bourgogne-Franche-Comté    | Jura                    | Mignovillard                                                                           | 19 février 1987     | 14,60                | 52   | Reclassée RNR en 2014 (agrandie) |
| Sessenheim "Kreisleeren"                           | Grand Est                  | Bas-Rhin                | Sessenheim                                                                             | 22 mars 1985        | 0,51                 | 40   | Natura 2000, Forêt de Haguenau |
| Tagolsheim "Semberg"                               | Grand Est                  | Haut-Rhin               | Tagolsheim                                                                             | 29 août 1988        | 1,7                  | 47   | RNV devenue RNR Im'Berg |
| Terres de Rochas Couchaud                          | Nouvelle-Aquitaine         | Corrèze                 | Saint-Robert                                                                           | 1993                | 10,0                 | 70   | 5 ha en gestion par le CEN en 2024 |
| Tourbières de Frasne                               | Bourgogne-Franche-Comté    | Doubs                   | Frasne                                                                                 | 13 mars 1986        | 157,26               | 50   | RNV devenue RNR des Tourbières de Frasne-Bouverans |
| Tourbières de Clarens                              | Occitanie                  | Hautes-Pyrénées         | Clarens                                                                                | 22 décembre 1999    | 131,6                | 145  | Natura 2000 depuis 2009 |
| Tourbières de Nanchay                              | Bourgogne-Franche-Comté    | Jura                    | Prénovel, Grande-Rivière, Saint-Pierre                                                 | 19 juin 1992        | 28,1                 | 53   | RNV devenu RNR des tourbières du bief du Nanchez le 17 décembre 2021 |
| Trésor                                             | Guyane                     | Guyane                  | Roura                                                                                  | 1997                | 2464                 | 124  | Reclassée RNR en 2010. |
| Tourbière de Vred                                  | Hauts-de-France            | Nord                    | Vred                                                                                   | 1988                | 40,95                | 21   | Reclassée RNR en 2008. |
| Vallée de la Renaudie                              | Nouvelle-Aquitaine         | Charente                | Écuras, Montbron, Rouzède                                                              | 4 novembre 1998     | 73,43                | 134  | Reclassée RNR en 2012. |
| Vallée de la Vienne « Chez Roger »                 | Nouvelle-Aquitaine         | Haute-Vienne            | Saint-Priest-sous-Aixe                                                                 | 11 août 1996        | 2,77                 | 113  | Terrain géré par le CEN, intégré à une ZNIEFF de 179 ha |
| Vallée des Cailles                                 | Centre-Val de Loire        | Eure-et-Loir            | Boncourt                                                                               | 24 juin 1999        | 45                   | 141  | Reclassée RNR 249 en 2012. |
| Vallon de la Petite Becque                         | Hauts-de-France            | Nord                    | Herzeele                                                                               | 1996                | 1,0                  | 122  | Reclassée RNR 223 en 2010. |
| Vallon des Combes                                  | Provence-Alpes-Côte d'Azur | Hautes-Alpes            | Puy-Saint-André                                                                        | 1er février 1993    | 685,0                | 94   | RNV devenue RNR des Partias |
| Vallon du Vivier                                   | Normandie                  | Seine-Maritime          | Tancarville                                                                            | 26 novembre 1998    | 7,9                  | 135  | propriété de L’État |
| Wavrans-sur-l'Aa                                   | Hauts-de-France            | Pas-de-Calais           | Saint-Omer, Lumbres                                                                    | 31 octobre 1990     |                      | 27   | RNV devenue la RNN des grottes et des pelouses d'Acquin-Westbécourt et des coteaux de Wavrans-sur-l'Aa |
| Bastberg                                           | Grand Est                  | Bas-Rhin                | Bouxwiller, Imbsheim                                                                   | 1er décembre 1989   | 6,45                 | 41   | Reclassée RNR en 2012. |
| Grads de Naves                                     | Auvergne-Rhône-Alpes       | Ardèche                 | Les Vans                                                                               | 27 janvier 1981     | 12,01                | 73   | Reclassé RNR en 2012. |
| Saint-Étienne - Gorges de la Loire                 | Auvergne-Rhône-Alpes       | Loire                   | Saint-Étienne, Unieux                                                                  | 1996                | 355,02               | 77   | Reclassée RNR en 2012. |
| Bois des Roches                                    | Centre-Val de Loire        | Indre                   | Pouligny-Saint-Pierre                                                                  | 13 août 1997        | 12,20                | 125  | Reclassée en 2012 |
| Aulon                                              | Occitanie                  | Hautes-Pyrénées         | Aulon                                                                                  | 2001                | 1237                 | 172  | Reclassée RNR en 2011. |
| Pibeste                                            | Occitanie                  | Hautes-Pyrénées         | Agos-Vidalos, Omex, Ouzous, Saint-Pé-de-Bigorre, Salles, Sère-en-Lavedan, Ségus, Viger | 1997                | 5110,02              | 66   | Reclassée RNR 241 en 2012. |
| Mine du Verdy                                      | Auvergne-Rhône-Alpes       | Rhône                   | Pollionnay                                                                             | 3 avril 1990        | 0,05                 | 79   | Reclassée RNR en 2008. |
| Nyer                                               | Occitanie                  | Pyrénées-Orientales     | Nyer                                                                                   | 21 janvier 1998     | 2192                 | 128  | Reclassée RNR en 2007. |
| Le Héron                                           | Hauts-de-France            | Nord                    | Forest-sur-Marque, Villeneuve-d'Ascq                                                   | 1995                | 73,20                | 120  | Reclassée RNR en 2012. |
| Marais de Wagnonville                              | Hauts-de-France            | Nord                    | Douai, Flers-en-Escrebieux                                                             | 7 octobre 1994      | 20,31                | 23   | Reclassée RNR en 2007. |
| Mont de Baives                                     | Hauts-de-France            | Nord                    | Baives                                                                                 | 1996                | 9                    | 121  | Reclassée RNR 121 en 2009 |
| Marais communal du Poiré-sur-Velluire              | Pays de la Loire           | Vendée                  | Le Poiré-sur-Velluire                                                                  | 1981                | 240,95               | 5    | Reclassée RNR 260 en 2012. Marais Poitevin. |
| Pont-Barré                                         | Pays de la Loire           | Maine-et-Loire          | Beaulieu-sur-Layon                                                                     | 1984                | 27,40                | 58   | Reclassée RNR en 2009. |
| Tour du Valat                                      | Provence-Alpes-Côte d'Azur | Bouches-du-Rhône        | Arles                                                                                  | 1986                | 1844                 | 1    | Reclassée RNR en 2008. |